# Qui es-tu Alaska ?
Qui es-tu Alaska ? (titre original : Looking for Alaska) est le premier roman de l'écrivain américain John Green, publié en 2005 aux États-Unis et en 2007 en France aux éditions Gallimard Jeunesse. Il a remporté le prix Michael L. Printz 2006 de l'American Library Association.
Pendant la semaine du 29 juillet 2012, le livre original est apparu à la dixième place en livre de poche pour enfants dans la liste des New York Times Best Sellers, 385 semaines (plus de 7 ans) après qu'il soit sorti, notamment en raison du succès du roman Nos étoiles contraires du même auteur. Et en mai 2016, il était à la quatrième place dans la liste de livres de poche pour jeunes adultes du New York Times.

## Résumé
Miles Halter, 16 ans, quitte la Floride pour l’Alabama et le pensionnat de Culver Creek, en quête du « Grand Peut-être » mentionné par François Rabelais à la fin de sa vie. Il passait son temps à apprendre les dernières paroles de personnes connues, prononcées avant qu'elles meurent. Il se lie d’amitié avec Chip Martin, appelé « le Colonel », son camarade de chambre, qui le surnomme « le Gros » de façon ironique, car Miles est tout le contraire. Chip lui présente ses amis : Takumi Hikohito, fan de hip-hop, et Alaska Young, jolie et émotionnellement instable.
Miles vit ses premières amitiés fortes, l’amour, la transgression, et ses premières expériences, tout ce dont il avait tant envie en quittant sa Floride natale.
Dès le début du livre, le décompte des jours à chaque chapitre (« 50 jours avant », « 30 jours avant ») indique qu’un événement d’une certaine importance va marquer la vie des personnages, et les changer à jamais. Il fait ainsi la connaissance d'Alaska et tombe complètement amoureux d’elle. Alaska est une fille qui aime lire (elle possède d'ailleurs une grande collection de livres en cours de lecture auxquels elle tient énormément), et elle aime particulièrement fumer et boire. C'était une fille gentille mais elle n’était pas du tout un exemple à suivre. Par la suite, Miles rencontre une autre fille qui devient sa petite amie malgré ses sentiments envers Alaska. Les amis de Miles lui avaient également parlé des weekendeurs, auxquels il avait eu l’occasion de se confronter à son corps défendant dès sa première semaine d'arrivée lors d'une vengeance (il fut attaché solidement de façon à ne presque plus pouvoir bouger, puis jeté à l'eau en pleine nuit). Les weekendeurs sont des étudiants  qui rentraient tous les week-ends chez eux, dans les quartiers riches de Birmingham, car ils en avaient les moyens. Personne de la bande qu'ils formaient ne les aimaient. 
Miles était maintenant très attaché à ses nouveaux amis. Et plus particulièrement à Alaska, qui était malheureusement déjà accompagné d'un garçon, Jake, qu'elle disait aimer réellement. Ils étaient tout le temps ensemble, lui et sa bande d'amis.
Ensemble, ils préparaient la blague de l'année et l'exécuterent  avec brio, malgré quelques couacs. Ils avaient pour but de se venger des weekendeurs prétentieux. 
Un soir, Alaska alla voir Miles et le colonel, complètement ivre et en larmes. Elle demanda au colonel et à Miles de distraire l’aigle (surnom du directeur de leur pensionnat). Elle voulait rentrer chez elle mais tenait à taire la raison de son départ. 
Les garçons ont alors distrait l’aigle afin d'aider leur amie tout en lui recommandant de ne pas s’enfuir en voiture, en pure perte. Le lendemain, tous les élèves du pensionnat furent appelés au gymnase. 
Alaska est morte. 
Le colonel et Miles savent qu’ils sont responsables de sa mort. Mais ils veulent à tout prix savoir la raison de son départ si brutal et précipité.
Ils vont alors faire une enquête, mais aussi rendre plusieurs hommages à leur amie disparue malgré leur larmes et leur rancœur.

## Personnages
Miles Halter : Miles Halter ou plus communément appelé « le gros » dans ce livre est un adolescent fasciné par les derniers mots prononcés par de célèbres personnages. Il est aussi le narrateur et amoureux de la belle et jeune Alaska Young.
Alaska Young : jeune fille jolie, imprédictible, dont Miles tombe amoureux.
Chip Martin : colocataire de Miles, il est surnommé le colonel car il met en place les stratégies afin d'exécuter les plans d’Alaska.
Takumi Hikohito : ami avec Alaska et Chip, jeune japonais intelligent et fan de hip-hop et free style.
Mr. Starnes : proviseur de Culver Creek, surnommé l’Aigle par les élèves, et souvent piégé par Miles, Chip, Alaska et Takumi.
Lara Buterskaya : première copine (d'un jour) de Miles. D'origine roumaine, elle a pour habitude de rouler les r.

## Série télévisée
Le roman a été adapté en série télévisée Looking for Alaska par Josh Schwartz et Stephanie Savage. Composée de huit épisodes, elle a été mise en ligne le 18 octobre 2019 sur Hulu. Elle met en vedette Charlie Plummer dans le rôle de Miles « Pudge » Halter et Kristine Froseth dans le rôle d'Alaska Young.